# Lapithea
Lapithea es un género de plantas con flores perteneciente a la familia Gentianaceae.  Comprende 3 especies descritas y de estas, solo 2 aceptadas.

## Taxonomía
El género fue descrito por  August Heinrich Rudolf Grisebach y publicado en Prodromus Systematis Naturalis Regni Vegetabilis 9: 48. 1845.

## Especies aceptadas
A continuación se brinda un listado de las especies del género Lapithea aceptadas hasta marzo de 2014, ordenadas alfabéticamente. Para cada una se indica el nombre binomial seguido del autor, abreviado según las convenciones y usos.
- Lapithea capitata (Raf.) Small
- Lapithea gentianoides (Elliott) Griseb.